# Fahrzeug- und Maschinenfabrik H. C. Dehn
Die Fahrzeug- und Maschinenfabrik H. C. Dehn war ein deutscher Automobilhersteller. Eine Quelle verwendet die Schreibweise Fahrzeug- und Maschinenfabrik K. C. Dehn.

## Unternehmensgeschichte
Das Unternehmen aus Hamburg begann 1924 mit der Produktion von Automobilen. Im gleichen Jahr endete die Produktion bereits wieder.

## Fahrzeuge
Das einzige Modell war ein Cyclecar. Üblicherweise war das Fahrzeug als Zweisitzer mit Platz für etwas Gepäck karosseriert. Die offene Karosserie ohne Türen verfügte über ein leichtes Segeltuchverdeck. Gegen Aufpreis konnte auch ein abnehmbarer Aufsatz für die Beförderung von Waren geliefert werden. Das Fahrzeug wurde als „Motorradwagen“ angepriesen. Das Unternehmen hoffte, den Wagen zu einem Preis liefern zu können, der dem Wagen in kurzer Zeit den Ruf als Volkswagen gewährleisten würde. Es kam anders und daher verschwand der Dehn noch im Jahr seines Erscheinens wieder von der Bildfläche.

## Motordaten
Für den Antrieb sorgte ein Einzylinder-Zweitaktmotor eigener Herstellung. Der Motor war luftgekühlt. Die Motorleistung betrug 8 PS. Bezüglich des Hubraums gibt es unterschiedliche Angaben: Mehrere Quellen nennen 2,5 Steuer-PS, gleichbedeutend mit etwa 440 cm³ Hubraum. Eine andere Quelle nennt genau 346 cm³ Hubraum.